# Olympische Jugend-Winterspiele 2020/Teilnehmer (Armenien)
| Gelbes Symbol für Goldmedaillen mit stilisierten Olympischen Ringen | Graues Symbol für Silbermedaillen mit stilisierten Olympischen Ringen | Braundes Symbol für Bronzemedaillen mit stilisierten Olympischen Ringen |
| ------------------------------------------------------------------- | --------------------------------------------------------------------- | ----------------------------------------------------------------------- |
| —                                                                   | —                                                                     | —                                                                       |

Armenien nahm an den Olympischen Jugend-Winterspielen 2020 in Lausanne mit einem Athleten im Skilanglauf teil.

## Teilnehmer nach Sportarten

### Skilanglauf
| Athleten          | Wettbewerbe     | Qualifikation | Qualifikation | Viertelfinale | Viertelfinale | Halbfinale    | Halbfinale    | Finale        | Finale        | Rang |
| Athleten          | Wettbewerbe     | Zeit          | Rang          | Zeit          | Rang          | Zeit          | Rang          | Zeit          | Rang          | Rang |
| ----------------- | --------------- | ------------- | ------------- | ------------- | ------------- | ------------- | ------------- | ------------- | ------------- | ---- |
| Jungen            |                 |               |               |               |               |               |               |               |               |      |
| Spartak Woskanjan | 10 km klassisch | –             | –             | –             | –             | –             | –             | 33:26,5 min   | 68            | 68   |
| Spartak Woskanjan | Sprint Freistil | 4:14.23       | 78            | ausgeschieden | ausgeschieden | ausgeschieden | ausgeschieden | ausgeschieden | ausgeschieden | 78   |
| Spartak Woskanjan | Langlauf-Cross  | DNS           | DNS           | DNS           | DNS           | DNS           | DNS           | DNS           | DNS           | DNS  |